# Merseburg
Merseburg (górnołuż. Mjezybor, pol. hist. Międzybórz, cz. Meziboř) – miasto powiatowe w Niemczech, w kraju związkowym Saksonia-Anhalt, siedziba powiatu Saale. Miasto leży na przedgórzu gór Harzu u ujścia rzeki Geisel do Soławy. Liczy ok. 33,4 tys. mieszkańców.
W mieście jest stacja kolejowa Merseburg.

## Historia

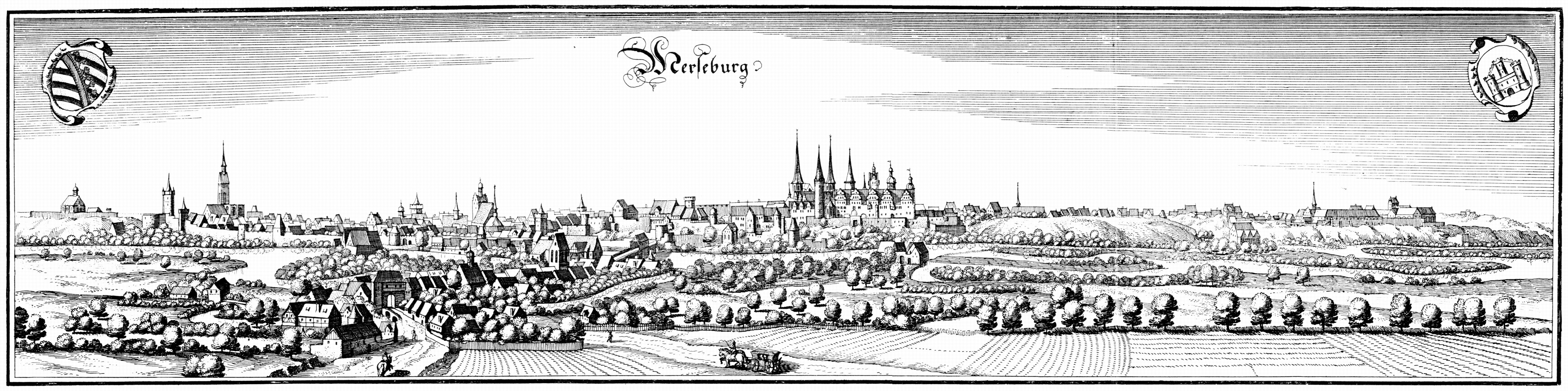
Merseburg w XVII wieku

Najstarsza wzmianka o miejscowości pochodzi z 850 roku. Od 1004 roku stolica biskupstwa-księstwa Merseburga. W 1565 r. księstwo zostało inkorporowane do Elektoratu Saksonii. W 1657 r. Merseburg został stolicą nowo powstałego Księstwa Saksonii-Merseburga. Od 1806 r. w granicach Królestwa Saksonii, połączonego w latach 1807–1815 unią z Księstwem Warszawskim. Na skutek ustaleń kongresu wiedeńskiego w 1815 r. zostało przyłączone do Królestwa Prus, które od 1871 r. współtworzyło zjednoczone Niemcy.
Centrum miasta zostało zniszczone w trakcie II wojny światowej. Po wojnie miasto znalazło się w radzieckiej strefie wpływów.
W Merseburgu wielokrotnie zapadały ważne decyzje dla dziejów Polski:
- w 1002 roku odbył się tu zjazd, na który przybył Bolesław I Chrobry i następnie ledwo uszedł z życiem z próby zamachu[4]
- podpisany był tu pokój kończący wojnę polsko-niemiecką w roku 1013, pozostawiający przy Polsce Milsko i Łużyce[5]. Tego samego roku w Merseburgu Mieszko II poślubił Rychezę, córkę palatyna reńskiego Ezzona, szwagra Ottona III. Obecni byli zarówno Henryk II, jak i Bolesław I Chrobry.
- zjazd w Merseburgu w 1032–1033, w czasie którego Mieszko II uznał cesarza i zawarł z nim pokój kończący IV wojnę polsko-niemiecką
- zjazd w 1046 z udziałem cesarza Henryka III oraz książąt Polski Kazimierza Odnowiciela i Czech Brzetysława I, po którym w Miśni podpisano pokój między Polską a Czechami
- na zjeździe w 1135 r. hołd ze zdobytej ziemi zachodniopomorskiej z Rugią cesarzowi Lotarowi III złożył tu Bolesław III Krzywousty, uzyskując tym samym potwierdzenie jej przynależności do Polski[6].

1 stycznia 2009 przyłączono do miasta gminę Beuna (Geiseltal), a rok później gminę Geusa.

## Zabytki
- Katedra św. Jana i św. Wawrzyńca (gotycka)
- Zamek(inne języki) – renesansowy zamek biskupi
- Stary Ratusz(inne języki) (renesansowy)
- Kościół w Oberbeunie, zwany Kościołem Hoppenhaupta (niem. Hoppenhaupt-Kirche) – barokowy kościół z lat 1725–1743 wzniesiony przez J.M. Hoppenhaupta[7] z łacińską tablicą upamiętniającą króla Polski Augusta III jako króla sarmackiego z 1743
- Kościół w Niederbeuna(inne języki) – neogotycki kościół z 1892[7]
- Kościół św. Sykstusa(inne języki) – ruiny kościoła romańskiego z 1045 z wieżą przebudowaną w XIX w. na wieżę ciśnień
- Studnia Francuzów(inne języki)
- Pałac Zechów(inne języki) z 1782
- Kościół św. Norberta(inne języki) (neogotycki)

## Gospodarka
W mieście rozwinął się przemysł chemiczny, papierniczy, materiałów budowlanych oraz aluminiowy.

## Urodzeni w Merseburgu
- Maik Franz – niemiecki piłkarz
- Wolf-Heinrich von Helldorf – poseł do Reichstagu z ramienia NSDAP i oficer policji
- Jan Michał Hoppenhaupt – królewsko-polski budowniczy
- Kristina Mundt – niemiecka wioślarka, złota medalistka olimpijska
- Jörg Pfeifer – niemiecki sprinter reprezentujący NRD, medalista olimpijski
- Uta Rohländer – niemiecka sprinterka, medalistka olimpijska
- Karol Fryderyk Wirtemberski – książę oleśnicki
- Szymon Bogumił Zug – polski architekt

## Współpraca
Miejscowości partnerskie:

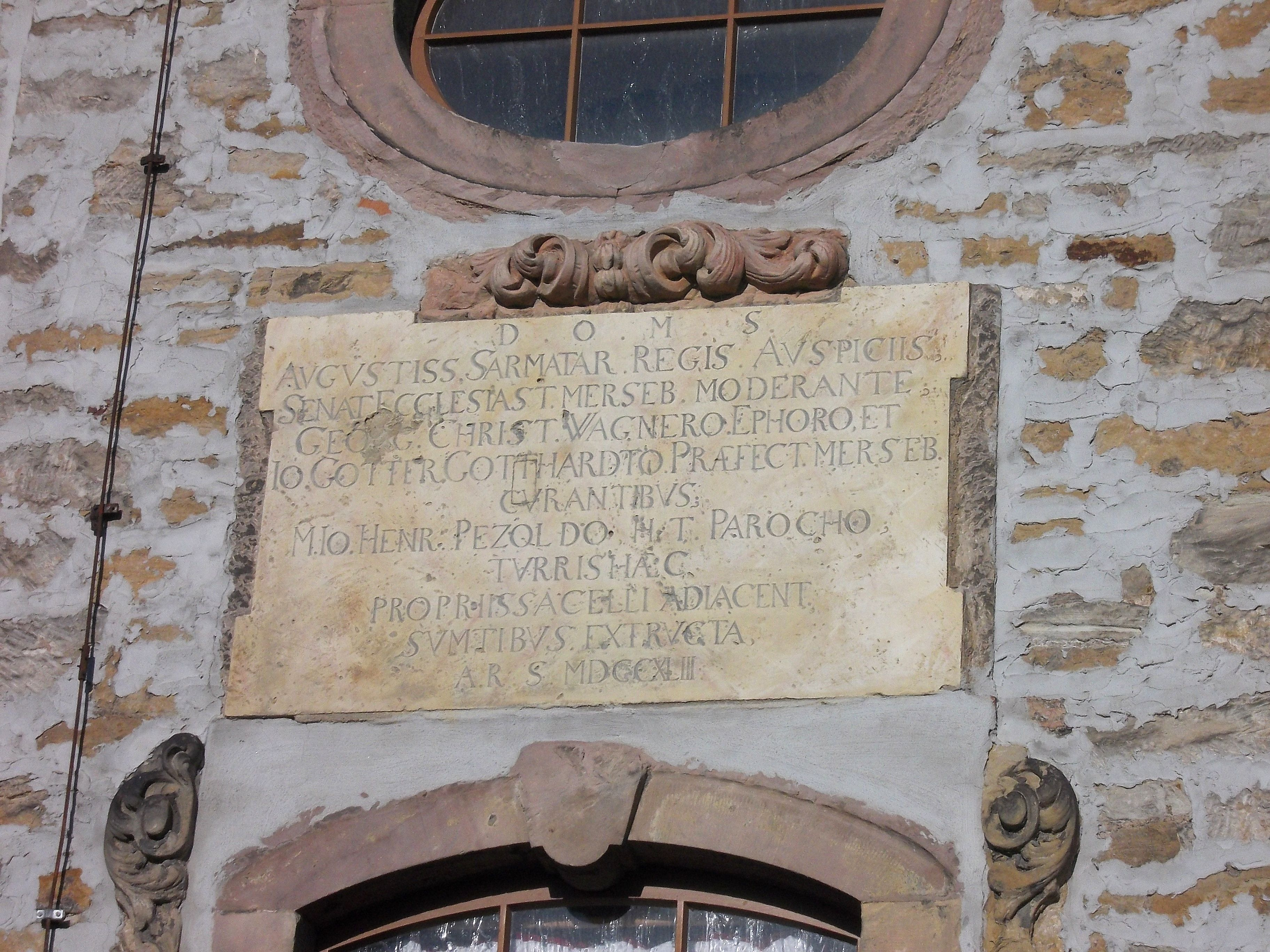
Tablica upamiętniająca króla Augusta III

- Bottrop, Nadrenia Północna-Westfalia
- Châtillon, Francja
- Genzano di Roma, Włochy

## Galeria

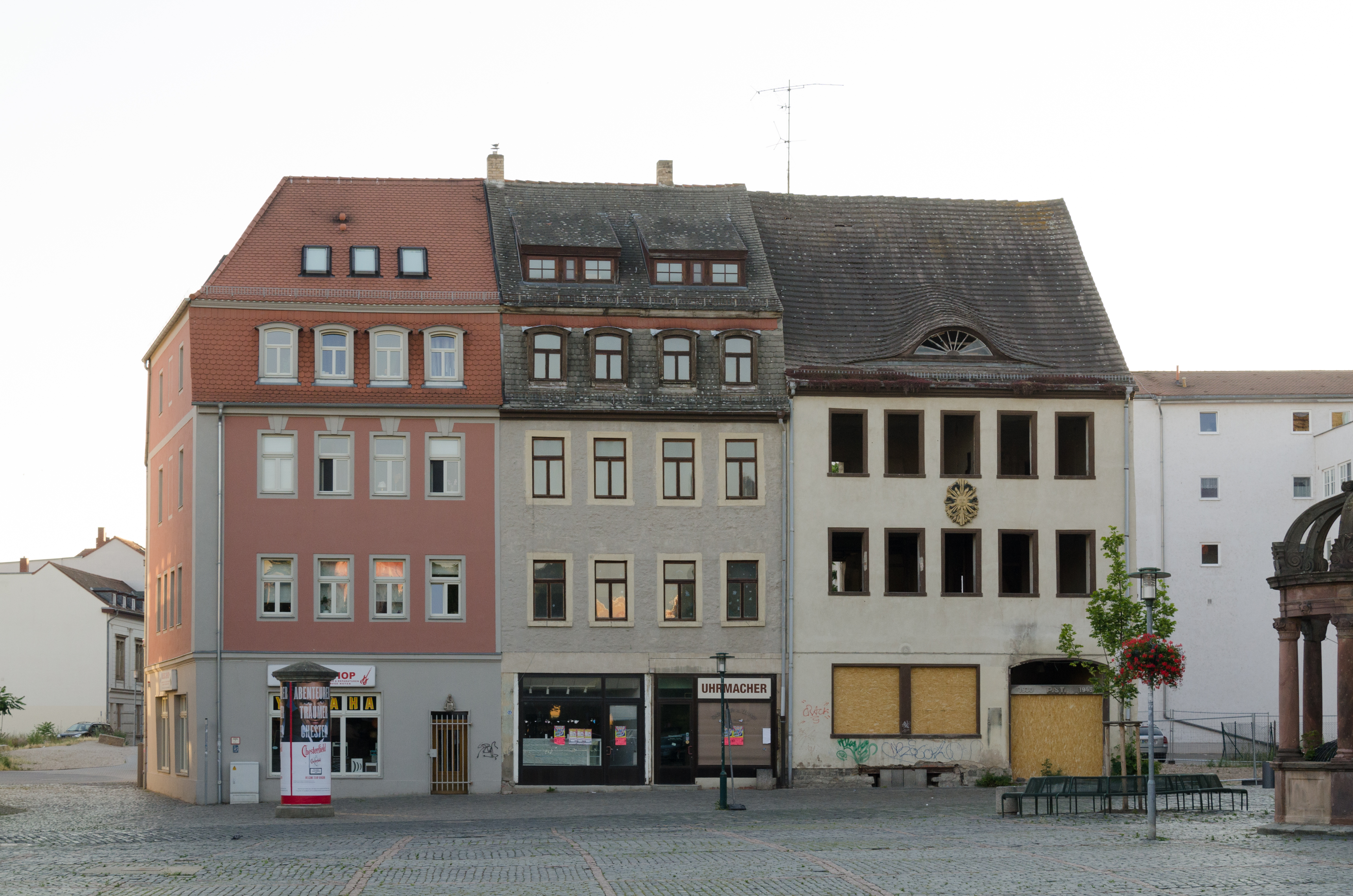
Kamienice przy Rynku
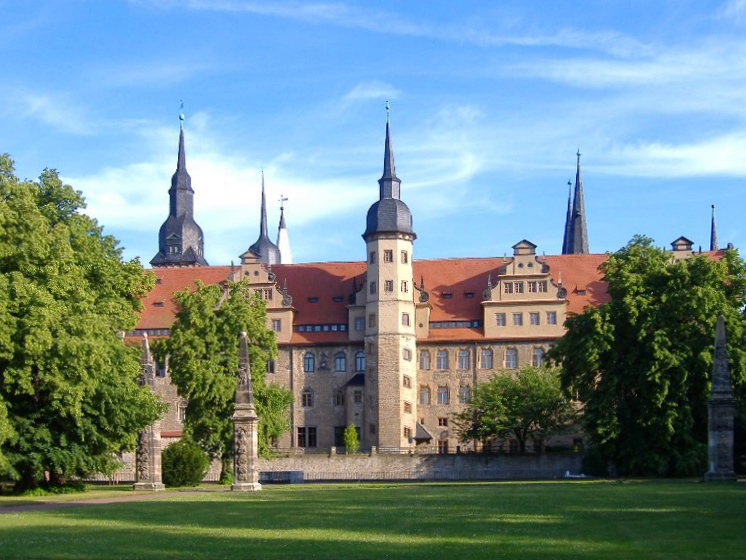
Zamek
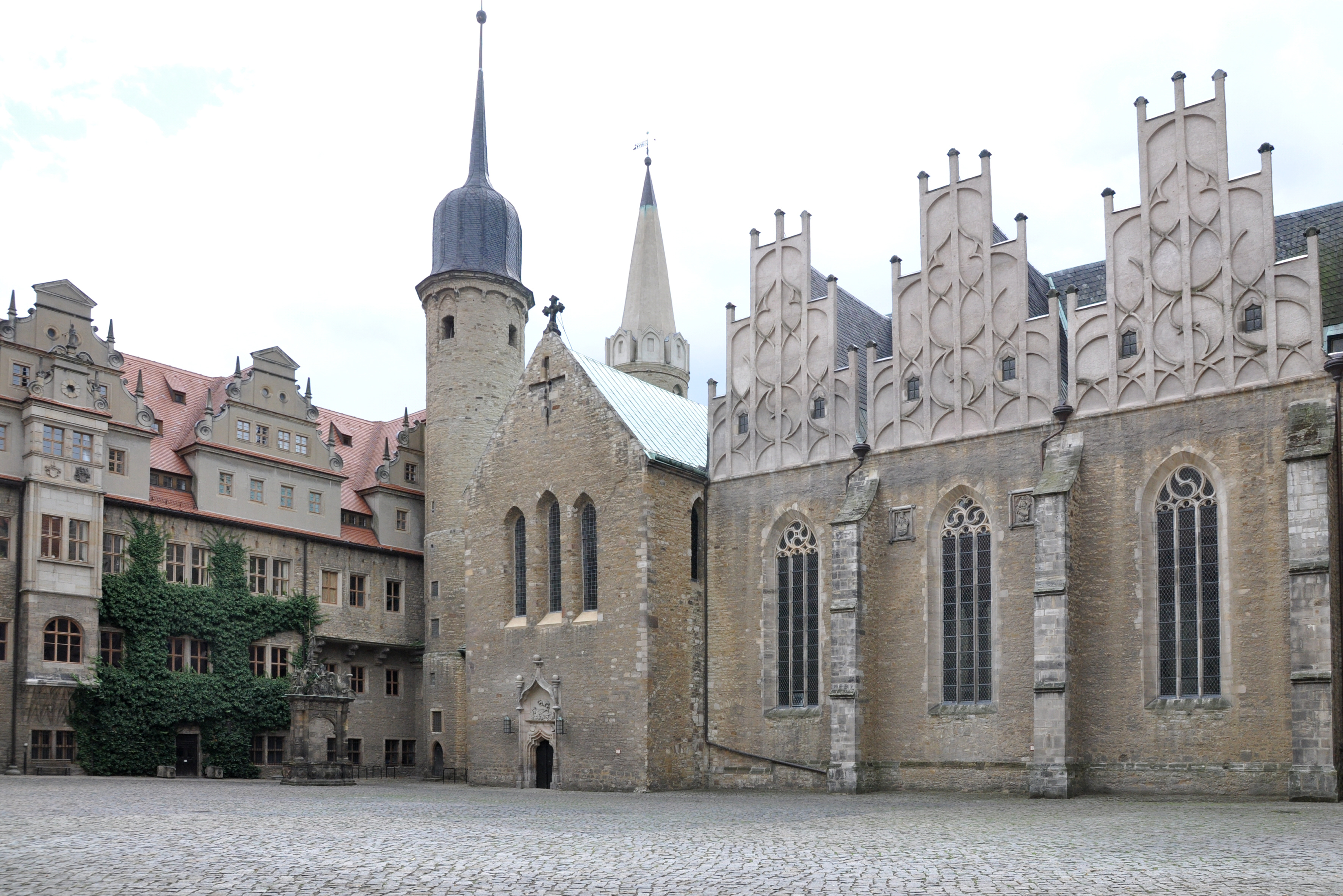
Katedra
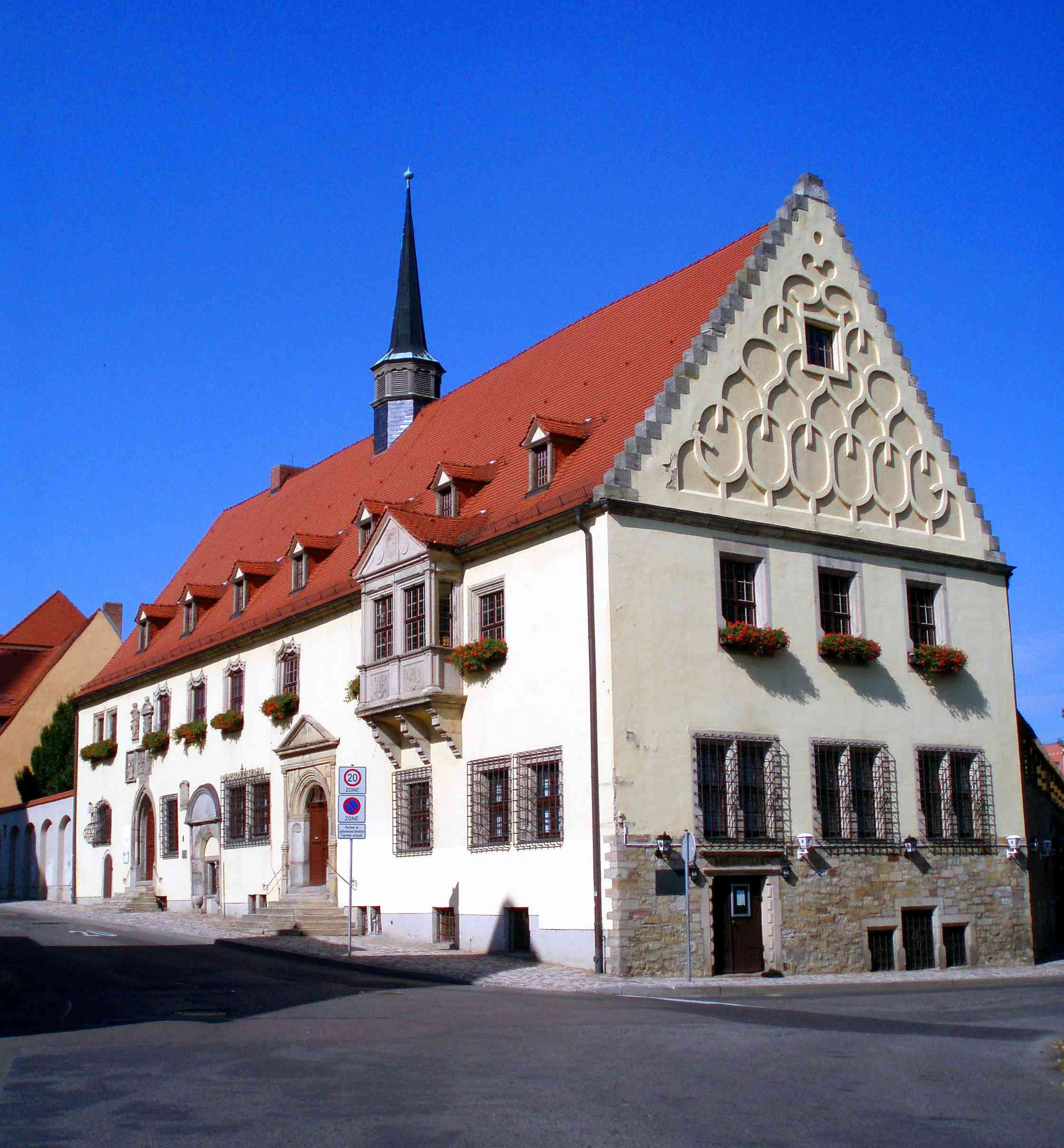
Stary Ratusz
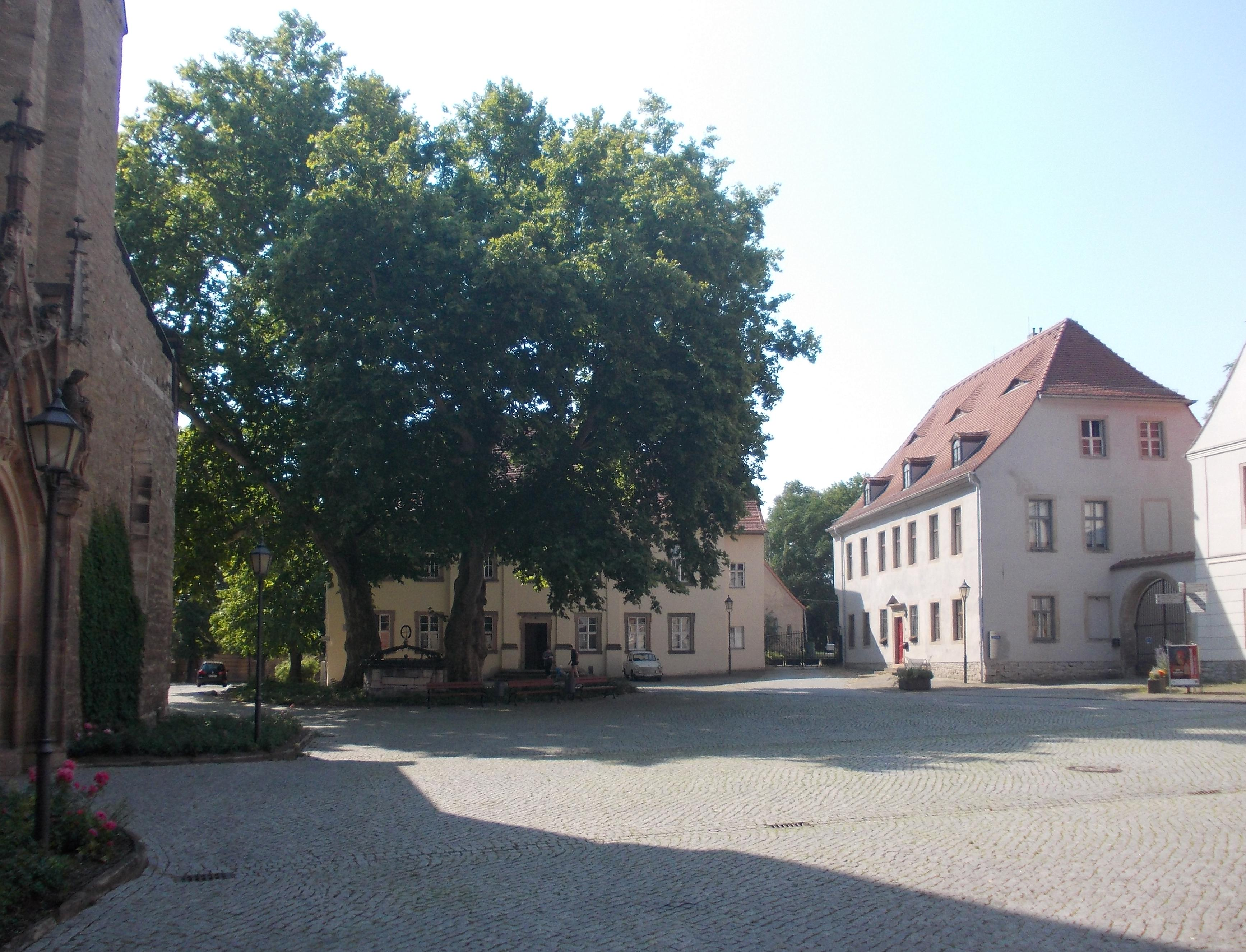
Plac Katedralny
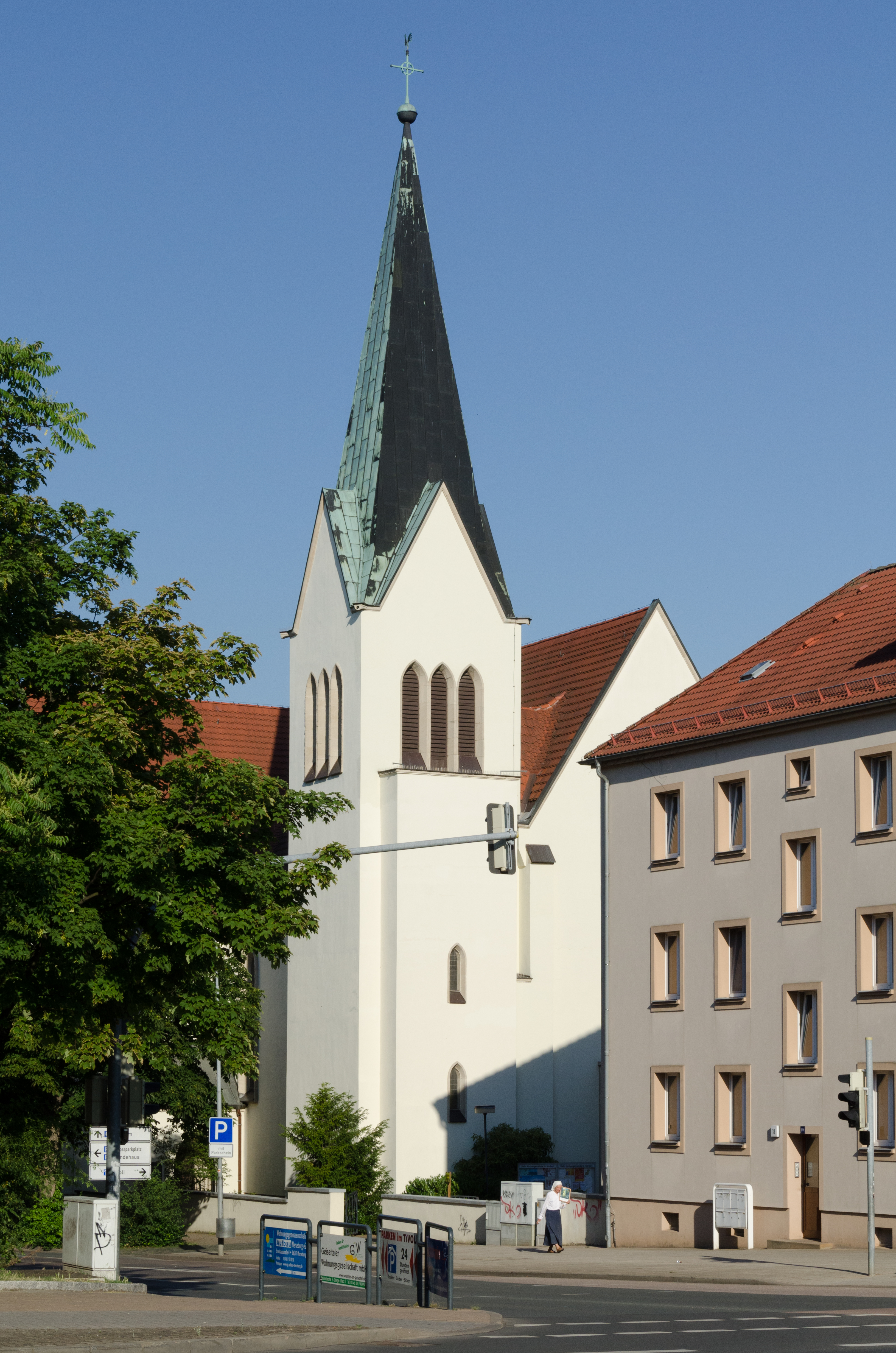
Kościół św. Norberta